# Formula V6 Asia 2008
Formula V6 Asia 2008, kördes över 12 heat. Mästare blev James Grunwell från Thailand, efter att titelfavoriten Earl Bamber missat finalen.

## Kalender
| Bana                           | Segrare Race 1 | Segrare Race 2    |
| ------------------------------ | -------------- | ----------------- |
| Sepang International Circuit   | Armaan Ebrahim | Earl Bamber       |
| Sepang International Circuit   | James Grunwell | Armaan Ebrahim    |
| Sentul International Circuit   | Earl Bamber    | Earl Bamber       |
| Okayama International Circuit  | Earl Bamber    | Earl Bamber       |
| Shanghai International Circuit | James Grunwell | James Grunwell    |
| Shanghai International Circuit | James Grunwell | Isaiah-Ro Charlez |

## Slutställning
| Plats | Förare              | Poäng |
| ----- | ------------------- | ----- |
| 1     | James Grunwell      | 133   |
| 2     | Earl Bamber         | 105   |
| 3     | Isaiah-Ro Charlez   | 85    |
| 4     | Mark Williamson     | 79    |
| 5     | Hafiz Koh           | 77    |
| 6     | Kevin Nai Chia Chen | 73    |